# Спасівська сільська рада (Новгородківський район)
| Спасівська сільська рада — колишній орган місцевого самоврядування у Новгородківському районі Кіровоградської області з адміністративним центром у с. Спасове. Сільській раді підпорядковані населені пункти: - с. Спасове |

## Склад ради
Рада складається з 14 депутатів та голови.

### Керівний склад ради
| ПІБ                           | Основні відомості                                                 | Дата обрання | Дата звільнення |
| ----------------------------- | ----------------------------------------------------------------- | ------------ | --------------- |
| Ляхівець Сергій Олександрович | Сільський голова, 1980 року народження, освіта, безпартійний      | 26.03.2006   | 31.10.2010      |
| Ляхівець Сергій Олександрович | Сільський голова, 1980 року народження, освіта вища, безпартійний | 31.10.2010   |                 |

Примітка: таблиця складена за даними джерела

## Населення
Згідно з переписом УРСР 1989 року чисельність наявного населення сільської ради становила 924 особи, з яких 422 чоловіки та 502 жінки.
За переписом населення України 2001 року в сільській раді мешкала 791 особа.

### Мова
Розподіл населення за рідною мовою за даними перепису 2001 року:
| Мова       | Відсоток |
| ---------- | -------- |
| українська | 98,23 %  |
| російська  | 1,39 %   |
| угорська   | 0,25 %   |